# Gyrochronologie
La gyrochronologie est une méthode pour estimer l'âge d'étoiles de faible masse comme le Soleil à partir de leur rotation.
Le mot gyrochronologie vient des mots grecs gyros, chronos et logos que l'on peut traduire respectivement par rotation, âge et étude. Ce mot fut créé en 2003 par Sydney Barnes afin de décrire la procédure associée pour dériver les âges stellaires. La théorie fut développée de façon importante sous une forme empirique en 2007.

## Description de la technique
La technique est construite sur une intuition d'Andrew Skumanich, qui se rendit compte que la rotation stellaire (v sin(i)) diminuait de façon régulière avec l'âge des étoiles. La gyrochronologie utilise la période de rotation P de l'étoile au lieu de l'ambigu v sin(i) qui dépend pour sa part de la valeur généralement inconnue de l'inclinaison i de l'axe de rotation de l'étoile. En particulier, cette technique repose sur la dépendance significative de la rotation stellaire avec la masse, comme illustrée par les travaux sur la période de rotation d'étoiles de l'amas ouvert des Hyades. Ces deux améliorations sont largement responsables de la précision des âges obtenus par gyrochronologie. L'âge estimé par cette méthode est appelé âge gyrochronologique.
L'idée de base sur laquelle repose la gyrochronologie est que la période de rotation P d'une étoile froide de la séquence principale est une fonction déterministe de son âge t et de sa masse M (ou d'un paramètre lié approprié comme la couleur). Les dépendances détaillées de la rotation sont telles que les périodes convergent rapidement vers une certaine fonction de l'âge et de la masse, notée mathématiquement {\displaystyle P=P(t,M)}, même si les étoiles ont un intervalle de périodes initiales autorisé. Par conséquent, les étoiles froides n'occupent pas entièrement l'espace des paramètres tridimensionnel (masse, âge, période) mais définissent plutôt une surface bidimensionnelle dans cet espace. Dès lors, la mesure de deux de ces variables nous renseigne sur la troisième. Parmi ces quantités, la masse (ou un paramètre lié comme la couleur) et la période de rotation sont les plus faciles à mesurer, permettant d'accéder à l'âge de l'étoile, difficile à obtenir autrement. D'autres techniques basées sur l'abondance de lithium ou l'activité magnétique de l'étoile peuvent également permettre de déterminer l'âge des étoiles, mais avec une précision généralement inférieure. Quoi qu'il en soit, les résultats obtenus par ces différentes méthodes sont parfois totalement incompatibles, ce qui n'est pas encore expliqué… pour le moment.

## Source de la traduction
- (en) Cet article est partiellement ou en totalité issu de l’article de Wikipédia en anglais intitulé « Gyrochronology » (voir la liste des auteurs).